# Allerton, Iowa
Allerton är en ort i Wayne County i Iowa. Vid 2020 års folkräkning hade Allerton 430 invånare.